# 山陽文徳殿
山陽文徳殿（さんようぶんとくでん）は、広島県広島市南区比治山にある遺構。現存する被爆建物の一つ。

## 概要
「山陽」とは頼山陽のことであり、著書『日本外史』が幕末維新期の尊王攘夷運動や勤王思想に大きな影響を与えた人物である。その山陽の「文徳」つまり学問教育などによる徳を偲んで建てられたもの。
比治山公園北西に位置し、多聞院敷地に隣接している。設計は市営繕課で、市が所有・管理しているが、管理は行き届いていない。（入口近くに無断駐車、内部に私物が置かれるなど）鉄筋コンクリート構造平屋造のモダンな建物で、屋根に九輪がついているのが特徴。
九輪は変形しているが、これは1945年（昭和20年）原爆被災によるものである。玄関前のソメイヨシノも被爆樹木である。

## 歴史
戦前、軍都として発展していく広島において山陽が尊ばれた。1934年（昭和9年）、頼山陽没後100年記念行事の一環として、多聞院境内に山陽の父・頼春水ら頼家一族の墓地がある関係から、寺の敷地に隣接して建立された。費用は民間からの寄付と足りない分は市が負担した。翌1935年（昭和10年）には袋町の頼家旧居を利用した山陽記念館（現頼山陽史跡資料館）が開館している。
太平洋戦争の戦局が悪化すると、空襲を想定してここに広島市役所の出先機関「戸籍選挙課分室」が置かれ、戸籍原簿の大部分をここに疎開させた。1945年（昭和20年）8月6日被爆、爆心地から約1.82kmに位置した。爆風により窓や瓦が飛び、九輪は熱風により楕円形に変形し爆心地側の西方面に傾いた。なお、出火しなかったため、収容していた戸籍は無事だった。戸籍課の多くの職員が割れたガラスにより負傷、うち一人が即死した。同年8月15日から職員3人による戸籍業務を再開したが死亡届の処理は混乱したと証言がある。
応急修理後、翌1946年（昭和21年）10月から1949年（昭和24年）6月まで市立浅野図書館（現広島市立中央図書館）として使用された。なお浅野図書館新築建て替えに伴い1953年（昭和28年）10月から1955年（昭和30年）2月まで臨時の浅野図書館として利用されている。その後は市の社会教育施設として使用されるも、利用者の減少に伴い1964年（昭和39年）建物自体を閉鎖、現在に至っている。
1993年（平成5年）、市が選定した被爆建物リストに登録された。

## 交通
- 広島電鉄
  - 広島電鉄皆実線・比治山下停留場下車

## 参考資料
- ヒロシマをさがそう NHK広島
  - 山陽文徳殿
  - ソメイヨシノ